# Alfred Matt
Alfred Matt (Zams, 11 maggio 1948) è un ex sciatore alpino e allenatore di sci alpino austriaco, vincitore della Coppa del Mondo di slalom speciale nel 1969.

## Biografia
Sciatore polivalente con maggiore propensione allo slalom speciale, Matt debuttò in campo internazionale in occasione del 25º Trofeo dell'Hahnenkamm, disputato a Kitzbühel il 22-23 gennaio 1966; in Coppa del Mondo esordì nella gara inaugurale del circuito, lo slalom speciale disputato il 5 gennaio 1967 a Berchtesgaden (15º), e ottenne il primo podio, nonché primo piazzamento a punti, il 14 gennaio 1968 a Wengen nella medesima specialità (3º dietro allo svizzero Dumeng Giovanoli e al norvegese Håkon Mjøen). Venne convocato per i X Giochi olimpici invernali di Grenoble 1968, sua prima presenza olimpica, dove si aggiudicò la medaglia di bronzo nello slalom speciale, valida anche ai fini dei Mondiali 1968.
Nella stagione 1968-1969 vinse la Coppa del Mondo di slalom speciale a pari merito con i francesi Jean-Noël Augert, Alain Penz e Patrick Russel e conquistò anche in quella specialità le sue due vittorie di carriera nel circuito, il 3 gennaio a Berchtesgaden e il 16 marzo a Mont-Sainte-Anne (ultimo podio di Matt in Coppa del Mondo). Agli XI Giochi olimpici invernali di Sapporo 1972, seconda e ultima presenza olimpica dello sciatore tirolese, si classificò 14º nello slalom speciale. In Coppa del Mondo ottenne l'ultimo piazzamento a punti il 23 marzo 1973 classificandosi 8º nello slalom speciale disputato a Heavenly Valley e prese per l'ultima volta il via il 17 dicembre dello stesso anno a Vipiteno nella medesima specialità (14º); in seguito alla frattura di una gamba interruppe la sua attività agonistica, anche se continuò a partecipare per due anni al circuito professionistico nordamericano (Pro Tour) prima di divenire, nel 1975, allenatore.

## Palmarès

### Olimpiadi
- 1 medaglia, valida anche ai fini dei Mondiali:
  - 1 bronzo (slalom speciale a Grenoble 1968)

### Coppa del Mondo
- Miglior piazzamento in classifica generale: 4º nel 1969
- Vincitore della Coppa del Mondo di slalom speciale nel 1969
- 8 podi (1 in discesa libera, 1 in slalom gigante, 6 in slalom speciale):
  - 2 vittorie (entrambe in slalom speciale)
  - 2 secondi posti
  - 4 terzi posti

#### Coppa del Mondo - vittorie
| Data           | Località         | Paese          | Specialità |
| -------------- | ---------------- | -------------- | ---------- |
| 3 gennaio 1969 | Berchtesgaden    | Germania Ovest | SL         |
| 16 marzo 1969  | Mont-Sainte-Anne | Canada         | SL         |

Legenda:

SL = slalom speciale

### Campionati austriaci
- 6 medaglie[1][senza fonte]:
  - 3 ori (slalom gigante, combinata nel 1969; slalom speciale nel 1973)
  - 2 argenti (slalom speciale nel 1968; slalom speciale nel 1969)
  - 1 bronzo (combinata nel 1967)

### Campionati austriaci juniores
- 15 medaglie[1][senza fonte]:
  - 5 ori (discesa libera, slalom speciale/1, combinata nel 1965; slalom gigante, combinata nel 1967)
  - 6 argenti (slalom gigante/1, slalom speciale, combinata nel 1964; discesa libera, combinata nel 1966; discesa libera nel 1967)
  - 4 bronzi (slalom gigante/2 nel 1964; slalom gigante, slalom speciale/2 nel 1965; slalom gigante nel 1966)